# Makkari
Makkari est un super-héros évoluant dans l'univers Marvel de la maison d'édition Marvel Comics. Créé par le scénariste Martin A. Bursten et le dessinateur Jack Kirby, le personnage de fiction apparaît pour la première fois dans le comic book Red Raven Comics #1 en août 1940, sous le nom de Mercury. Il a aussi porté comme nom Hurricane.
C'est l'un des membres de la race des Éternels.

## Historique de la publication
Ce n'est qu'en 1976 que le personnage est présenté comme Makkari, l'un des Éternels. Mercury est en fait un retcon, car le personnage fut créé par Jack Kirby, qui décida de récupérer son personnage en lui inventant une nouvelle histoire.
Le scénariste Neil Gaiman a depuis repris l'histoire des Éternels, où ces derniers sont victimes de Sprite qui efface leurs souvenirs et même leurs vies.

## Biographie du personnage
Makkari est le fils de Verona et Mara, de la Guilde technologique. De ce fait, c'est un expert en matière de construction de véhicules rapides.
Aimant toujours vivre sur Terre, il y assista à des moments importants de l'histoire de l'humanité. Platon lui enseigna la philosophie. Il suivit l'incendie de Rome ordonné par Néron et travailla comme cavalier pour le roi Darius de Perse. Il connut la Guerre de Troie, le règne de Vlad l'Empaleur et le siège de Fort Alamo.
Dans les années 1940, il travailla pour Zuras sous le nom de Mercure ou d'Hurricane (l'Ouragan). Il combattit Kro et les Déviants en compagnie des Chasseurs de monstres, une équipe qu'il forma sous l'identité de l'agent Jake Curtiss. Plus tard, il aida Elvis Presley à apprendre la guitare.
Pixie l'engagea au sein de First Line, où il devint le major Mercury (un autre exemple de retcon).
Makkari est le grand ami d'Ikaris, qu'il accompagna dans son combat contre Ghaur et les Déviants. Il devint aussi l'ami de Quasar et travailla à ses côtés sous l'identité de Mike Khary.
Il participa à une course contre le Coureur (en) (The Runner), l'un des Doyens de l'univers et gagna. Mais il s'aperçut qu'il était allé si vite qu'il ne pouvait plus vivre avec l'univers. Maelstrom tenta de voler son excès kinétique pour devenir plus puissant, mais les Éternels le stoppèrent.
On l'a revu récemment, avec quelques autres Éternels établis sur Terre, être manipulés par l'un des leurs, Sprite. Depuis, un lien s'est créé entre lui et le Céleste rêveur, ce qui lui permet de communiquer avec lui, essayant de retarder le jugement de l'humanité que le Céleste veut commencer.

## Pouvoirs et capacités
Makkari possède tous les pouvoirs propres à la race des Éternels. Il a canalisé son pouvoir sur la vitesse et est le plus rapide des membres de sa race. Il a tellement donné de son énergie dans cette discipline qu'il ne peut plus voler dans les airs et que la plupart de ses autres pouvoirs ont diminué d'intensité. On ne l'a plus vu manipuler la matière ou projeter de l'énergie pure depuis longtemps.
À présent, il peut courir à la vitesse de la lumière pendant quelques instants, mais sa force physique — bien qu'énorme — en est alors diminuée de moitié.
Il est souvent équipé d'un casque.

## Apparition dans d'autres média
Interprété par l'actrice Lauren Ridloff dans l'univers cinématographique Marvel
- 2021 : Les Éternels (Eternals) de Chloé Zhao